# Анециприс іспанський
Анециприс іспанський (Anaecypris hispanica) — вид коропоподібних риб родини ялецевих (Leuciscidae).

## Опис
Це видовжена риба, з досить вузьким тілом. Рот повернутий вгору. Спинний плавець обернений назад і розміщений за черевними плавцями. На животі між черевними та анальним плавцями є колючка. Всі плавці досить широкі. Бічна лінія неповна.
Вони виростають до максимального розміру 60 мм і живуть три роки.

## Поширення
Вид поширений в басейні річки Гвадіана на півдні Португалії та Іспанії. Його середовищем проживання є неглибокі річки з температурою не більше 25 °C.

## Спосіб життя
Заселяє невеликі та крихітні потоки з чистими та прісними водами, багатими киснем, з жвавою течією, гальковим дном та відсутністю водних рослин. Потоки, де він живе, влітку часто пересихають, а анециприси виживають у невеликих басейнах.

## Охорона
На більшій частині ареалу стан природних популяцій виду залишається нестабільним. В ряді регіонів спостерігається тенденція до зниження чисельності популяції виду. Тому анециприс іспанський, згідно з Червоним списком МСОП, отримав охоронну категорію «вид перебуває у небезпечному стані». Крім того, він занесений до Директиви Європейського Союзу 92/43/ЄС «Про збереження природних оселищ та видів природної фауни і флори» (Додаток II. Види рослин і тварин, що становлять особливий інтерес для Європейського Союзу, збереження яких потребує створення територій особливої охорони).